# Llengües aimara
Les llengües aimara, llengües aru o llengües jaqi són una família de llengües sud-americana conformada per tres idiomes moderns: aimara, jaqaru i kawki.

## Denominació
Diversos autors manegen diferents denominacions alternatives per a aquesta família. Alfredo Torero va encunyar la denominació de família aru (aimara: aru, '‘paraula'’), mentre que Hardman es decideix per anomenar-la família jaqi (aimara jaqi persona). Cerrón-Palomino prefereix la denominació de llengües aimaranes; el segon terme, aimaraica, ja va ser emprat en el segle XVII pel pare i lexicògraf Ludovico Bertonio.

## Evolució
L'àrea originària de les llengües aimara o urheimat del proto-aru (també anomenat proto-jaqi o proto-aimara) no es coneix amb precisió, però a causa de la intensitat del contacte amb el protoquítxua, tot suggereix que la seva àrees d'origen degueren ser relativament pròximes. Com la regió d'origen del protoquítxua s'ha situat entre la costa i la serralada del Perú central, l'àrea d'expansió de les llengües aimares no hauria d'estar situada molt lluny. I atès que l'expansió de les llengües aimares va succeir fins al sud se situa la seva regió d'expansió una mica al sud de l'àrea del protoquítxua. Seguint aquesta línia de raonament Torero (1970) i altres autors, temptativament, situen l'àrea d'origen hauria estat la llengua dels regnes Huari i possiblement la cultura Nazca, totes dues als Andes centrals Cap al 400 se separa en els jaqaru i aimara-kawki. Cap al 700, aquesta última es divideix en les actuals aimara i kawki, si bé aquesta última ve sofrint un procés d'extinció (parlada per ancians del districte de Catahuasi, província de Yauyos, Regió de Lima). La difusió de les llengua aimara cap al sud s'hauria produït durant l'expansió dels senyorius aimara dels segles XIII a XV d. C.

## Distribució geogràfica
L'aimara constitueix la branca meridional de la família i la seva variant central és parlada per al voltant de 2.262.900 persones cap al 2000 mentre que la meridional per 219.000 el 2006.
La branca septentrional en canvi està confinada a unes pocs pobles que pretencen al districte de Tupe, a la província peruana de Yauyos al departament de Lima. Aquesta branca comprèn dues varietats diferents el jaqaru i el kawki. El jaqaru és parlat per unes 725 persones (1998) als pobles de Tupe, Aiza i Colca i a les localitats on els tupes van migrar.D'altra banda el kawki està gairebé extint, als pobles de Cachuy, Chavín i Chanchán es van trobar alguns parlants; el nombre total de parlants es va estimar en 11 (en 1998); la llengua està pràcticament sense documentar. Existeix una certa polèmica sobre fins a quin punt el kawki ha de considerar-se una llengua diferent del jaqaru, ja que són totes dues varietats presenten un alt grau de intel·ligibilitat mútua. De fets alguns autors es refereixen al kawki com jaqaru de Cachuy.
|  | Jaqaru |
|  |        |
|  | Kawki  |
|  |        |

|  | Aimara |
|  |        |

|  | Jaqaru |
|  |        |
|  | Kawki  |
|  |        |

|  | Aimara |
|  |        |

|  | Jaqaru |
|  |        |
|  | Kawki  |
|  |        |

|  | Aimara |
|  |        |

|  | Jaqaru |
|  |        |
|  | Kawki  |
|  |        |

|  | Aimara |
|  |        |

## Descripció lingüística
Tipològicament les llengües aimares comparteixen la majoria de trets de l'àrea lingüística andina. Estructuralment les llengües aimares són molt similars al quítxua, raó per la qual alguns lingüistes englobaren ambdues llengües en l'hipotètic grup quechumara, encara que probablement no estan emparentades filogenèticament. Les similituds entre els dos grups són tan òbvies i nombroses que només poden ser explicades mitjançant un llarg període de contacte lingüístic i cultural. Aquestes similituds no són només superficials, a més existeix un número important de paral·lels sintàctics i semàntics, que podrien ser el resultat d'una història de bilingüisme intens. Més del 20% del vocabulari reconstruït per al protoquítxua i el proto-aru és comú a totes dues llengües o molt similar.

### Fonologia
Les llengües aimares tenen un sistema consonàntic bastant complex, que en les oclusives arriba a distingir entre oclusives simples, aspirades i glotalitzades. Mentre que tenen un sistema vocàlic simple /i,a,o/, tenint les vocals tancades al·lòfons tancats i oberts, és a dir /i/ pot articular-se com [i] o com [e] segons el context fonològic, i, de manera similar, /o/ com [o] o [o].
L'inventari fonològic del proto-aru és també parcialment idèntic al del proto-quítxua, encara que existeixen unes poques diferències que mereixen atenció. Una característica fonotàctica de l'aimara no present en el quítxua és la restricció respecte de que tota arrel verbal o nominal ha d'acabar el vocal. Això es reflecteix fins i tot en els préstecs lèxics del quítxua o del castellà. Aquest procés continua sent productiu encara, i és reconstruible per a tots els estadis anteriors:
proto-quítxua paĉak 'cent' > aimara pataka, > jaqaru paĉaka
proto-quítxua kuntur 'còndor' > aimara kunturi, > jaqaru kúnturi
català faves > aimara hawasa, > jaqaru háwaša

### Comparació lèxica
Un exemple de la proximitat de les llengües aimara l'ofereixen per exemple tant el sistema dels numerals com el sistema pronominal. No obstant això, existeixen molts numerals comuns entre el quítxua i les llengües aimara deguts a préstecs, aquestes paraules s'indiquen entre parèntesis:
| GLOSSA | Aimara        | Jaqaru     | Kawki  | PROTO- ARU  | PROTO- QUÍTXUA |
| ------ | ------------- | ---------- | ------ | ----------- | -------------- |
| 1      | maya          | maya       | maya   | *maya       | *suk           |
| 2      | paya          | paha       | paha   | *paha       | *işkay         |
| 3      | (qimsa)       | (kimsa)    | H      |             | *kimsa         |
| 4      | pusi          | puši       |        | *pusi       | *çusku         |
| 5      | (phesqa)      | (pichqa)   |        | *-qallqo(?) | *picqa         |
| 6      | (sojhta)      | (suhta)    |        |             | *suqta         |
| 7      | paqallqo      | (qançhisi) | Qillay | *pa-qallqo  | *qançis        |
| 8      | (qimsaqallqo) | (pusaqa)   |        |             | *pusaq         |
| 9      | (llatunka)    | (isquña)   |        |             | *isqun         |
| 10     | (tunka)       | (chuŋka)   |        |             | *çunka         |